# Saulmory-Villefranche
Saulmory-Villefranche (anciennement Saulmory-et-Villefranche) est une commune française située dans le département de la Meuse, en région Grand Est.

## Géographie

### Communes limitrophes
|                        | Wiseppe               | Stenay |
| Montigny-devant-Sassey | Saulmory-Villefranche | Mouzay |
|                        | Mont-devant-Sassey    |        |

### Hydrographie
La commune est dans le bassin versant de la Meuse au sein du bassin Rhin-Meuse. Elle est drainée par la Meuse, la Wiseppe, le ruisseau de Froide Fontaine, le ruisseau le Petit Mohat, la Fosse le Grand Mohat et le ruisseau de Longvaux,.
La Meuse, d'une longueur de 486 km dans sa partie française, est un fleuve européen qui prend sa source en France, dans la commune du Châtelet-sur-Meuse, à 409 mètres d'altitude, et se jette dans la mer du Nord après un cours long d'approximativement 950 kilomètres traversant la France, la Belgique et les Pays-Bas. Les caractéristiques hydrologiques de la Meuse sont données par la station hydrologique située sur la commune de Stenay. Le débit moyen mensuel est de 48,9 m3/s. Le débit moyen journalier maximum est de 584 m3/s, atteint lors de la crue du 13 avril 1983. Le débit instantané maximal est quant à lui de 604 m3/s, atteint le même jour.
La Wiseppe, d'une longueur de 22 km, prend sa source dans la commune de Tailly et se jette  dans la Meuse à Stenay, après avoir traversé neuf communes. 

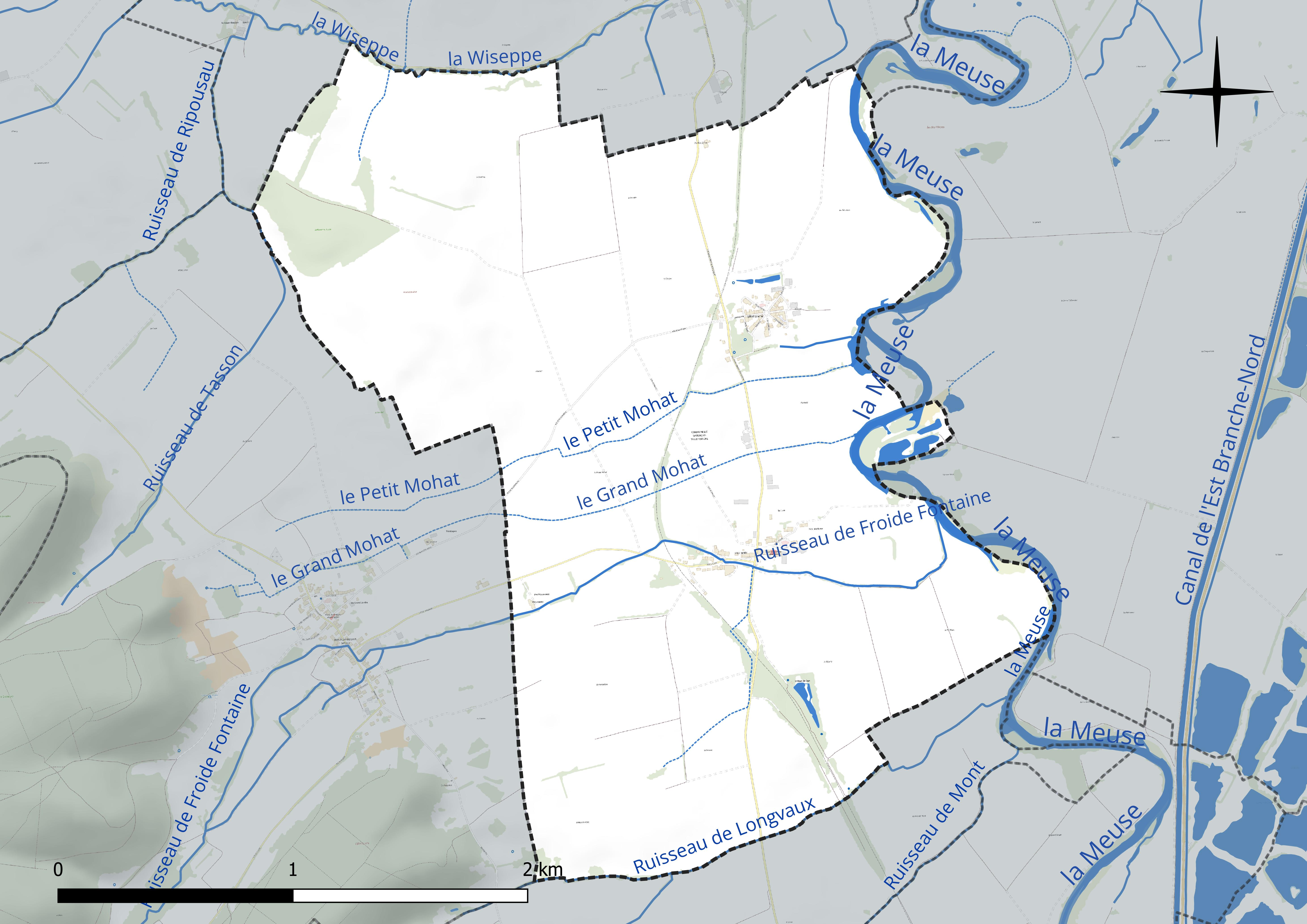
Réseau hydrographique de Saulmory-Villefranche.

### Climat
Pour des articles plus généraux, voir Climat du Grand Est et Climat de la Meuse.
En 2010, le climat de la commune est de type climat de montagne, selon une étude du Centre national de la recherche scientifique s'appuyant sur une série de données couvrant la période 1971-2000. En 2020, Météo-France publie une typologie des climats de la France métropolitaine dans laquelle la commune est exposée à un climat océanique altéré et est dans la région climatique  Lorraine, plateau de Langres, Morvan, caractérisée par un hiver rude (1,5 °C), des vents modérés et des brouillards fréquents en automne et hiver. 
Pour la période 1971-2000, la température annuelle moyenne est de 9,7 °C, avec une amplitude thermique annuelle de 15,9 °C. Le cumul annuel moyen de précipitations est de 905 mm, avec 13,7 jours de précipitations en janvier et 9,6 jours en juillet. Pour la période 1991-2020, la température moyenne annuelle observée sur la station météorologique de Météo-France la plus proche, « Mouzay », sur la commune de Mouzay à 4 km à vol d'oiseau, est de 10,6 °C et le cumul annuel moyen de précipitations est de 789,5 mm. 
La température maximale relevée sur cette station est de 40,4 °C, atteinte le 24 juillet 2019 ; la température minimale est de −15,3 °C, atteinte le 20 décembre 2009,,. 
Les paramètres climatiques de la commune ont été estimés pour le milieu du siècle (2041-2070) selon différents scénarios d'émission de gaz à effet de serre à partir des nouvelles projections climatiques de référence DRIAS-2020. Ils sont consultables sur un site dédié publié par Météo-France en novembre 2022.

## Urbanisme

### Typologie
Au 1er janvier 2024, Saulmory-Villefranche est catégorisée commune rurale à habitat très dispersé, selon la nouvelle grille communale de densité à sept niveaux définie par l'Insee en 2022.
Elle est située hors unité urbaine et hors attraction des villes,.

### Occupation des sols
L'occupation des sols de la commune, telle qu'elle ressort de la base de données européenne d’occupation biophysique des sols Corine Land Cover (CLC), est marquée par l'importance des territoires agricoles (100 % en 2018), une proportion identique à celle de 1990 (100 %). La répartition détaillée en 2018 est la suivante : 
prairies (62,9 %), terres arables (37,1 %). L'évolution de l’occupation des sols de la commune et de ses infrastructures peut être observée sur les différentes représentations cartographiques du territoire : la carte de Cassini (XVIIIe siècle), la carte d'état-major (1820-1866) et les cartes ou photos aériennes de l'IGN pour la période actuelle (1950 à aujourd'hui).

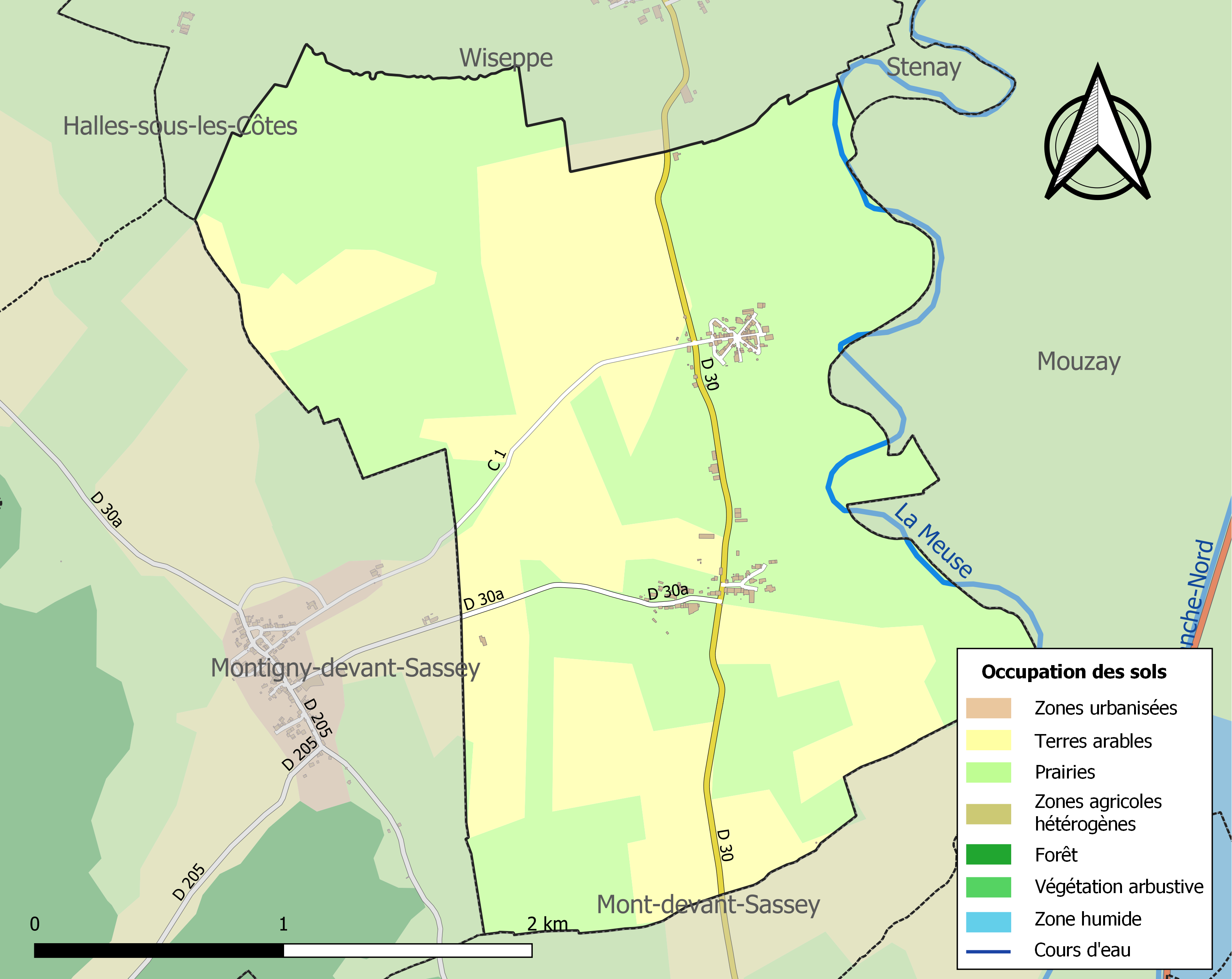
Carte des infrastructures et de l'occupation des sols de la commune en 2018 (CLC).

## Toponymie
Saulmory est attesté sous les formes Salmoreium (1049) ; Samourei (1078) ; Samourey (1238) ; Saumory (1284) ; Saumorey (1284) ; Saumoure (1285) ; Vaulx-Saulmorei (1285) ; Saumourey (XVIe siècle) ; Saulmory (1577) ; Saint-Denis-de-Saulmory (1648) ; Saumore (1700).

Le saule évoque le toponyme Saulmory ; le saule évoque également le marais dans lequel il se développe, désigné par l'ancien français more.
Pour défendre les débouchés de l'Argonne sur la Meuse, François Ier acheta un terrain au seigneur de Saulmory en 1545 et y fit édifier une place-forte appelée Villefranche. Il lui concéda privilèges et franchise par des lettres-patentes établies en février 1546.

Villefranche fut enclavée dans le territoire de Saulmory, sa municipalité supprimée en 1819, et devint un ancien hameau de la commune, attestée sous les formes Francavilla (XVIe siècle) ; Villefranche (1577) ; Villefranche-sur-Meuze (1583) ; Villafranca.

La commune nommée Saulmory-et-Villefranche prend le nom de Saulmory-Villefranche fin 2017.

## Histoire
Dans ses Commentaires des dernières guerres en la Gaule belgique en l'an 1552, François de Rabutin signale « Villefranche, petite villette neufve ou plustost chasteau au dessoubs dudit Sathenay sur la rivière de Meuse »... En effet, cette minuscule place forte en étoile (voir photos aériennes), entourée de fossés (dont les traces sont toujours visibles), venait d'être créée de toutes pièces depuis peu, à quelques kilomètres de Stenay, pour surveiller la frontière délimitée par la Meuse.
La place forte a été construite par Girolamo Marini, commissaire-général des fortifications en Champagne, à partir de 1545. C'était une petite place carrée avec quatre bastions avec orillons. Claude Chastillon en a donné une gravure. Elle avait une place centrale et huit rues rayonnant du centre. François Ier a visité la ville en 1547 pour aider l'implantation de nouveaux habitants qui étaient affranchis des impôts. La ville a résisté aux Impériaux en 1552. Les privilèges accordés par François Ier ont été renouvelés par Henri IV en 1597. En 1632, Stenay est devenue française, l'intérêt militaire de Villefranche a disparu et ses fortifications sont rasées en 1634.
Saulmory absorbe la commune de Villefranche en 1819. Ses armoiries étaient : d’azur à une tour surmontée de quatre créneaux d’argent, maçonnée de sable, percée en tête d'un œil-de-bœuf radié d’or, percée d’une herse relevée en pointe de même.

## Politique et administration

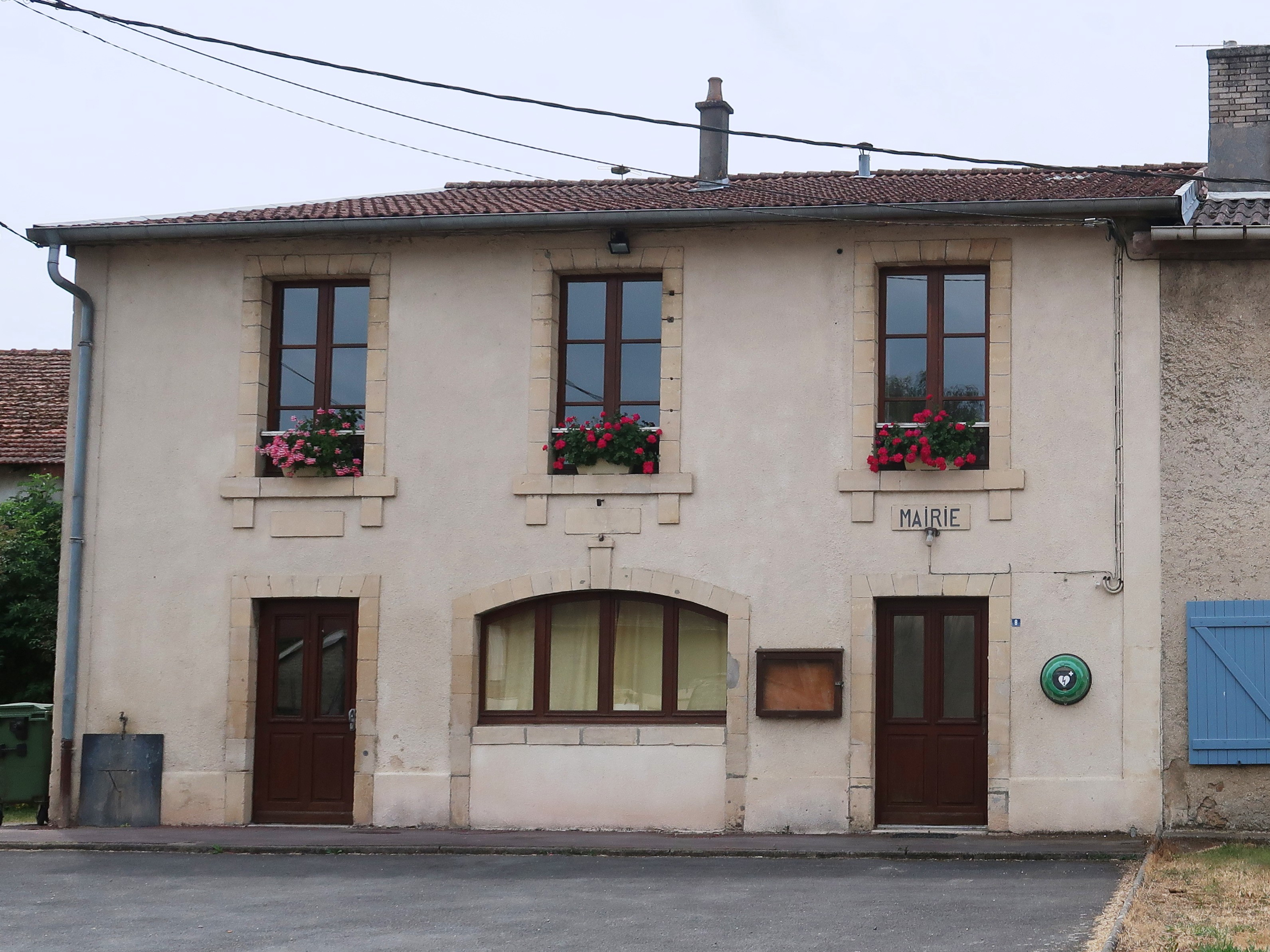
Mairie.

| Période                                  | Période                   | Identité                                      | Étiquette | Qualité |
| ---------------------------------------- | ------------------------- | --------------------------------------------- | --------- | ------- |
| Les données manquantes sont à compléter. |                           |                                               |           |         |
| mars 1989                                | En cours (au 23 mai 2020) | Claude Ansmant Réélu pour le mandat 2020-2026 | DVD       |         |
| Les données manquantes sont à compléter. |                           |                                               |           |         |

## Population et société

### Démographie

#### Évolution démographique
L'évolution du nombre d'habitants est connue à travers les recensements de la population effectués dans la commune depuis 1793. Pour les communes de moins de 10 000 habitants, une enquête de recensement portant sur toute la population est réalisée tous les cinq ans, les populations de référence des années intermédiaires étant quant à elles estimées par interpolation ou extrapolation. Pour la commune, le premier recensement exhaustif entrant dans le cadre du nouveau dispositif a été réalisé en 2007.

En 2022, la commune comptait 82 habitants, en évolution de −9,89 % par rapport à 2016 (Meuse : −4,4 %, France hors Mayotte : +2,11 %).
| 1793 | 1800 | 1806 | 1821 | 1831 | 1836 | 1841 | 1846 | 1851 |
| ---- | ---- | ---- | ---- | ---- | ---- | ---- | ---- | ---- |
| 116  | 135  | 146  | 393  | 395  | 391  | 375  | 347  | 310  |

| 1856 | 1861 | 1866 | 1872 | 1876 | 1881 | 1886 | 1891 | 1896 |
| ---- | ---- | ---- | ---- | ---- | ---- | ---- | ---- | ---- |
| 278  | 275  | 260  | 291  | 279  | 298  | 288  | 279  | 268  |

| 1901 | 1906 | 1911 | 1921 | 1926 | 1931 | 1936 | 1946 | 1954 |
| ---- | ---- | ---- | ---- | ---- | ---- | ---- | ---- | ---- |
| 276  | 255  | 245  | 312  | 201  | 185  | 205  | 155  | 135  |

| 1962 | 1968 | 1975 | 1982 | 1990 | 1999 | 2006 | 2007 | 2012 |
| ---- | ---- | ---- | ---- | ---- | ---- | ---- | ---- | ---- |
| 135  | 117  | 120  | 117  | 117  | 102  | 106  | 107  | 105  |

| 2017 | 2022 | - | - | - | - | - | - | - |
| ---- | ---- | - | - | - | - | - | - | - |
| 87   | 82   | - | - | - | - | - | - | - |

#### Pyramide des âges
La population de la commune est relativement âgée.
En 2018, le taux de personnes d'un âge inférieur à 30 ans s'élève à 25,3 %, soit en dessous de la moyenne départementale (32,4 %). À l'inverse, le taux de personnes d'âge supérieur à 60 ans est de 37,9 % la même année, alors qu'il est de 29,6 % au niveau départemental.
En 2018, la commune comptait 46 hommes pour 39 femmes, soit un taux de 54,12 % d'hommes, largement supérieur au taux départemental (49,51 %).
Les pyramides des âges de la commune et du département s'établissent comme suit.
| Hommes | Classe d’âge | Femmes |
| ------ | ------------ | ------ |
| 2,1    | 90 ou +      | 0,0    |
| 12,8   | 75-89 ans    | 17,5   |
| 21,3   | 60-74 ans    | 22,5   |
| 25,5   | 45-59 ans    | 30,0   |
| 10,6   | 30-44 ans    | 7,5    |
| 12,8   | 15-29 ans    | 15,0   |
| 14,9   | 0-14 ans     | 7,5    |

| Hommes | Classe d’âge | Femmes |
| ------ | ------------ | ------ |
| 0,8    | 90 ou +      | 2,2    |
| 7,6    | 75-89 ans    | 11     |
| 20,2   | 60-74 ans    | 20,5   |
| 20,6   | 45-59 ans    | 20     |
| 17,4   | 30-44 ans    | 16,8   |
| 16,7   | 15-29 ans    | 13,6   |
| 16,8   | 0-14 ans     | 15,8   |

## Culture locale et patrimoine

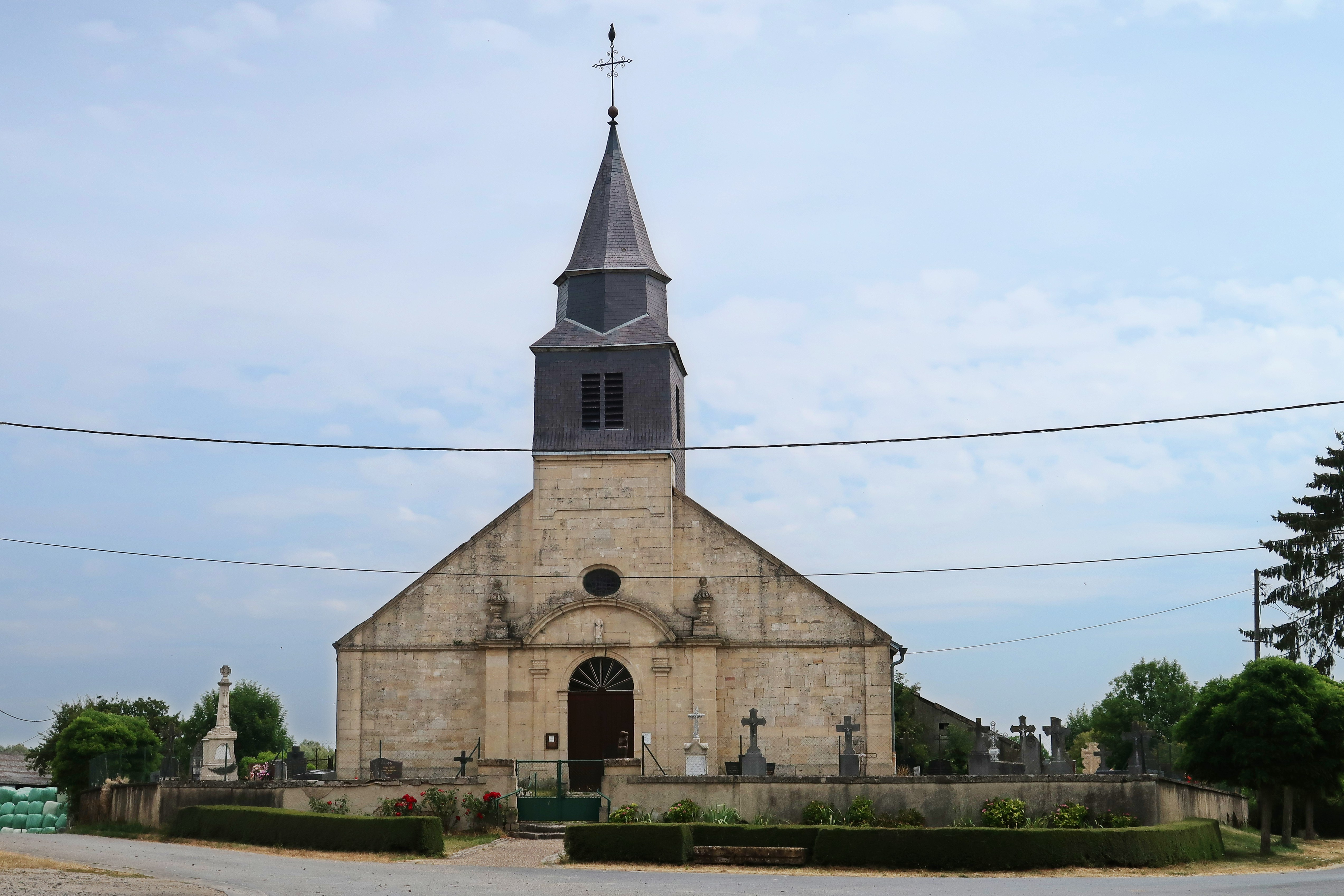
Église de Saulmory.

### Lieux et monuments
- L'église Saint-Denis XIIIe siècle de Saulmory.
- L'église Saint-Denis, construite en 1895 de Villefranche.

### Héraldique
| Blason de Saulmory-Villefranche | Blason  | D'azur à une tour d'argent crénelée de 5 pièces, ouverte du champ et à la hersé relevée d'or, percée d'un œil-de-bœuf à huit rais du même, le tout maçonné de sable et accompagné à dextre d'une tête de saint Denis de carnation, barbée et chevelée d'argent, coiffée d'une mitre antique d'or et à senestre d'une fleur de lys du même ; soutenue de deux brins de saule d'or, contre-pointés en chevron renversé. Ornements extérieursCroix de guerre 1914-1918 |
| Blason de Saulmory-Villefranche | Détails | - Les deux brins de saule évoquent le toponyme Saulmory ; le saule évoque également le marais dans lequel il se développe désigné par l'ancien français more. Ces brins de saule rendent ce blason partiellement parlant. - La tour avec son œil de bœuf radié représente la place forte de Villefranche avec ses huit rues rayonnant autour de sa place d'armes. Cette forteresse a été bâtie sur ordre de François Ier, roi de France (évoqué par la fleur de lys). Il visita la ville en 1547 et pour aider l'implantation de nouveaux habitants, il les a affranchis des impôts ; d'où le toponyme Villefranche. La place forte de Villefranche avait pour armes : « d'azur à une tour à quatre créneaux d'argent, maçonnée de sable, percée en tête d'un œil-de-bœuf radié d'or, armée d'une herse relevée en pointe de même ». - L'azur du champ et l'or des meubles évoquent les armes de la famille Léonard de Moriolles, seigneur du lieu qui portait : « d'azur semé de croisettes d'or, au lion du même brochant, au chef cousu d'azur chargé de 3 étoiles d'or ». - La tête de saint Denis rappelle que l'église de Saulmory est vouée à ce saint ; l'église de Villefranche qui a remplacé la chapelle castrale lui est également vouée. Création Robert A. Louis et Dominique Lacorde. Adoptée le 10 décembre 2020, M. Claude Ansmant étant maire. |